# Élections générales albertaines de 1986
L'élection générale albertaine de 1986 eut lieu le 8 mai 1986 afin d'élire les députés de l'Assemblée législative de l'Alberta.

## Résultats
| Parti                      | Parti                      | Chef        | # de candidats | Sièges | Sièges | Sièges  | Voix    | Voix    | Voix    |
| Parti                      | Parti                      | Chef        | # de candidats | 1982   | Élus   | % Diff. | #       | %       | % Diff. |
| -------------------------- | -------------------------- | ----------- | -------------- | ------ | ------ | ------- | ------- | ------- | ------- |
|                            | Progressiste-conservateur  |             | 83             | 75     | 61     |         | 366 783 | 51,40 % |         |
|                            | Nouveau Parti démocratique |             | 83             | 2      | 16     | +700 %  | 208 561 | 29,22 % |         |
|                            | Libéral                    |             | 63             | -      | 4      |         | 87 239  | 12,22 % |         |
|                            | Representative             |             | 46             | *      | 2      | *       | 36 656  | 5,14 %  |         |
|                            | Indépendant                | Indépendant | 20             | 2      | -      | -100 %  | 6 134   | 0,86 %  |         |
|                            | Western Canada Concept     |             | 20             | -      | -      | -       | 4 615   | 0,65 %  |         |
|                            | Confederation of Regions   |             | 6              | *      | -      | *       | 2 866   | 0,40 %  |         |
|                            | Heritage                   |             | 6              | *      | -      | *       | 601     | 0,08 %  | *       |
|                            | Communiste                 |             | 6              | -      | -      | -       | 199     | 0,03 %  |         |
| Total                      | Total                      | Total       | 333            | 79     | 83     |         | 713 654 | 100 %   |         |
| Source : Elections Alberta |                            |             |                |        |        |         |         |         |         |

Notes :
* N'a pas présenté de candidats lors de l'élection précédente